# Коркинское (Вологодская область)
Коркинское — деревня в Харовском районе Вологодской области России. Входит в сельское поселение Кубенское, с точки зрения административно-территориального деления — в Кубинский сельсовет.

## География
Находится около впадения Шорги в Кубену.
Расстояние до районного центра Харовска по автодороге — 28 км, до центра муниципального образования Сорожина по прямой — 17 км.
Ближайшие населённые пункты — Гора, Федоровское, Максимиха, Зимница, Кудрявцево, Починок.

## Население
| 2010 |
| ---- |
| 3    |

По данным переписи в 2002 году постоянного населения не было.

## Инфраструктура
Было личное подсобное хозяйство.

## Транспорт
Просёлочная дорога.